# Valerio Verre
Valerio Verre (Roma, 11 gennaio 1994) è un calciatore italiano, di ruolo centrocampista del Palermo.

## Caratteristiche tecniche
Elemento di qualità, esplosivo fisicamente, bravo nel leggere in anticipo il gioco, sia in fase offensiva che difensiva. Ambidestro, si tratta inoltre di un ottimo tiratore dalla distanza ed esecutore di calci piazzati. Possiede inoltre una buona abilità negli inserimenti senza palla e un buon fiuto del gol. Nel suo repertorio sono presenti il doppio passo e la veronica ed è in grado di partecipare attivamente alle fasi offensive del gioco trovando talvolta la via del gol, cosa che avveniva più spesso ai tempi delle giovanili, periodo in cui arrivava a segnare anche alcune triplette.
Iniziò la carriera come trequartista arretrando successivamente la sua posizione in campo fino a diventare un regista. Giuseppe Iachini, suo allenatore al Siena e al Palermo, lo ha definito «una mezz'ala con caratteristiche propositive, può fare più ruoli per le caratteristiche che ha». Gioca al meglio come mezzala sinistra in un centrocampo a tre e Luis Enrique, suo allenatore alla Roma, lo ha anche utilizzato come attaccante esterno in un attacco composto da tre giocatori. Nelle giovanili della Roma, sotto la guida tecnica di Andrea Stramaccioni, aveva il compito di arretrare la propria posizione nel caso in cui i terzini fossero avanzati. Al Verona invece è stato utilizzato anche da falso nove.

## Carriera

### Club

#### Gli inizi alla Roma
Dopo gli inizi con Polisportiva Quarto Miglio, Real Tuscolano e Romulea nel 2005 entra a fare parte del settore giovanile della Roma, dove cresce nelle varie categorie fino alla Primavera, con la quale vince il campionato nel 2011.
Nella stagione 2011-2012 conquista la fiducia del neo-tecnico giallorosso Luis Enrique, che già in ritiro esprime la sua stima per il giovane giocatore. L'allenatore lo fa esordire in prima squadra a 17 anni, il 25 agosto 2011, contro lo Slovan Bratislava, gara dei play-off di Europa League, subentrando al posto di Gianluca Caprari nella partita terminata per 1-1 che sancisce l'uscita anticipata dalle competizioni europee della squadra giallorossa.

#### Siena e Palermo
Nell'estate del 2012, a 18 anni, passa in compartecipazione al Genoa per 1,5 milioni di euro, nell'ambito dell'affare che ha portato Mattia Destro nella capitale. Nel contempo viene mandato in prestito al Siena e debutta in bianconero il 19 agosto in Coppa Italia nel 4-2 contro il Vicenza, segnando il gol del 4-2 al 95'. Debutta in Serie A il 26 agosto giocando da titolare la sfida contro il Torino (0-0) e venendo sostituito da Alessio Sestu al 57'. Totalizza otto presenze in Serie A con il Siena, che retrocede a fine stagione.
Il 20 giugno 2013 la Roma riscatta la seconda metà del giocatore dal Genoa per poi, il 13 luglio successivo, cederlo all'Udinese – nell'affare che ha portato in giallorosso il difensore Mehdi Benatia – e contestualmente restare in compartecipazione fra le due società a fronte di 2,5 milioni di euro.
Il 2 settembre successivo, ultimo giorno di calciomercato, si trasferisce in prestito dai friulani al Palermo in Serie B. Esordisce da titolare il 28 settembre seguente in Palermo-Juve Stabia (3-0) della settima giornata del campionato, uscendo all'85' per fare posto a Gennaro Troianiello. Il 3 maggio 2014, dopo la vittoria contro il Novara per 1-0 in trasferta, ottiene la promozione in Serie A – con annessa vittoria del campionato – con cinque giornate d'anticipo. Chiude la stagione con venti presenze in campionato.

#### Perugia e Pescara
Il 20 giugno 2014 la Roma riscatta interamente il cartellino che condivideva con l'Udinese, quindi viene ceduto a titolo definitivo agli stessi friulani per 900.000 euro e il 12 luglio passa in prestito al Perugia, in Serie B. Il 29 agosto, all'esordio in campionato con la nuova maglia, apre le marcature nella vittoria casalinga 2-1 sul Bologna. Con gli umbri gioca titolare realizzando 5 gol in 37 presenze, e raggiunge a fine stagione i play-off, persi al turno preliminare contro il Pescara.
Il 4 agosto 2015 l'Udinese lo cede in prestito ancora in Serie B, proprio al Pescara, con il quale esordisce in campionato alla seconda giornata contro la sua ex squadra. Con il tecnico Oddo ottiene 31 presenze e un gol in campionato, dove il Pescara si classifica al quarto posto raggiungendo i play-off. Il 9 giugno 2016 realizza (tramite un tiro da 40 m) un gol nella partita di ritorno della finale play-off contro il Trapani, che sancisce la promozione degli abruzzesi in Serie A. Il 25 dello stesso mese, è riscattato dal Pescara per la cifra di 4 milioni di euro in favore dell'Udinese, diventando nell'occasione il calciatore più pagato nella storia del sodalizio biancazzurro.
All'inizio della nuova stagione, il 13 agosto 2016, realizza una doppietta decisiva nella partita del terzo turno di Coppa Italia vinta 2-0 contro il Frosinone. Nel corso della sessione invernale di calciomercato, il 31 gennaio 2017 viene acquistato a titolo definitivo dalla Sampdoria, lasciandolo in prestito a Pescara sino al termine della stagione.

#### Sampdoria e ritorno al Perugia
Esordisce con i blucerchiati il 24 settembre 2017, subentrando a Gastón Ramírez nella vittoria per 2-0 ottenuta contro il Milan. In stagione gioca 18 gare (la maggior parte subentrando) anche a causa di problemi fisici.
Il 17 agosto 2018 viene ufficializzato il suo passaggio in prestito con diritto di riscatto in caso di promozione al Perugia, in Serie B. Il giocatore torna dunque nel capoluogo umbro dopo tre anni, ritrovando il gol il seguente 30 ottobre nella vittoria interna per 3-2 contro il Padova. Dopo la sfida con il Padova va a segno nelle successive quattro partite. Il 30 marzo 2019 realizza la sua prima doppietta in carriera, decisiva nella vittoria in casa per 3-1 contro il Livorno.

#### Verona
Il 10 agosto 2019 la Sampdoria lo cede a titolo temporaneo al Verona. Con gli scaligeri segna la prima rete in Serie A su rigore siglando il momentaneo vantaggio dell'Hellas contro l'Inter (che poi ha battuto i gialloblù per 2-1). Segna altre due reti con gli scaligeri (contro Torino e Genoa), disputando nel complesso una buona stagione.

#### Ritorno alla Sampdoria e prestito all'Empoli
Non riscattato dall'Hellas fa ritorno alla Sampdoria. Il 2 ottobre 2020 segna la sua prima rete con i blucerchiati realizzando il decisivo 2-1 in casa della Fiorentina.
Il 29 gennaio 2022 viene ceduto in prestito all'Empoli; mentre il successivo 6 febbraio debutta con gli azzurri in occasione del pareggio per 0-0 contro il Bologna, in cui entra a gara in corso.

#### Prestito al Palermo e ritorno in Liguria
Il 27 gennaio 2023 viene ufficializzato il suo ritorno al Palermo con la formula del prestito con diritto di riscatto e controriscatto. Due giorni dopo compie il proprio secondo debutto con la maglia rosanero, subentrando a Jacopo Segre nella gara vinta 1-2 contro l'Ascoli. Il 18 febbraio, alla prima da titolare, segna la sua prima rete con una conclusione da centrocampo, aprendo le marcature nella sfida casalinga pareggiata contro il Frosinone. A fine stagione torna a vestire la maglia blucerchiata, nel frattempo retrocessa in Serie B.
L'11 luglio 2024, la Sampdoria comunica la rescissione consensuale del suo contratto.

#### Secondo ritorno al Palermo
Il 9 agosto 2024 sigla un contratto triennale con il Palermo, facendo ritorno per la terza volta al club siculo.

### Nazionale
Dopo avere fatto parte delle nazionali italiane Under-16 e Under-17 ha cominciato a giocare in Under-19 sotto la guida tecnica di Alberico Evani che gli ha consegnato la fascia di capitano nonostante fosse sotto età.
Con lo stesso commissario tecnico l'8 agosto 2013 viene convocato in Under-20 prima per uno stage di preparazione al Torneo Quattro Nazioni e poi il 2 settembre per le partite della competizione contro Svizzera e Polonia, esordendo quattro giorni dopo nella partita pareggiata per 3-3 contro gli elvetici vestendo anche qui la fascia da capitano; mantiene la fascia anche in quelle occasioni in cui è il più piccolo in campo.
Il 3 ottobre 2013 ottiene la prima convocazione nella nazionale Under-21 da parte del commissario tecnico Luigi Di Biagio per la partita di qualificazione all'Europeo 2015 del 14 ottobre contro il Belgio. Il 10 ottobre viene schierato nell'amichevole non ufficiale contro il Piacenza.
Il 12 agosto 2015 esordisce con la nazionale Under-21 nella partita amichevole Ungheria-Italia (0-0) disputata a Telki.

## Statistiche

### Presenze e reti nei club
Statistiche aggiornate al 12 maggio 2025.
| Stagione         | Squadra          | Campionato       | Campionato | Campionato | Coppe nazionali | Coppe nazionali | Coppe nazionali | Coppe continentali | Coppe continentali | Coppe continentali | Altre coppe | Altre coppe | Altre coppe | Totale | Totale |
| Stagione         | Squadra          | Comp             | Pres       | Reti       | Comp            | Pres            | Reti            | Comp               | Pres               | Reti               | Comp        | Pres        | Reti        | Pres   | Reti   |
| ---------------- | ---------------- | ---------------- | ---------- | ---------- | --------------- | --------------- | --------------- | ------------------ | ------------------ | ------------------ | ----------- | ----------- | ----------- | ------ | ------ |
| 2011-2012        | Roma             | A                | 0          | 0          | CI              | 0               | 0               | UEL                | 1                  | 0                  | -           | -           | -           | 1      | 0      |
| 2012-2013        | Siena            | A                | 8          | 0          | CI              | 2               | 1               | -                  | -                  | -                  | -           | -           | -           | 10     | 1      |
| 2013-2014        | Palermo          | B                | 20         | 0          | CI              | 0               | 0               | -                  | -                  | -                  | -           | -           | -           | 20     | 0      |
| 2014-2015        | Perugia          | B                | 37+1       | 5          | CI              | 3               | 0               | -                  | -                  | -                  | -           | -           | -           | 41     | 5      |
| 2015-2016        | Pescara          | B                | 31+4       | 1+1        | CI              | 2               | 0               | -                  | -                  | -                  | -           | -           | -           | 37     | 2      |
| 2016-2017        | Pescara          | A                | 28         | 0          | CI              | 2               | 2               | -                  | -                  | -                  | -           | -           | -           | 30     | 2      |
| Totale Pescara   | Totale Pescara   | Totale Pescara   | 59+4       | 1+1        |                 | 4               | 2               |                    | -                  | -                  |             | -           | -           | 67     | 4      |
| 2017-2018        | Sampdoria        | A                | 18         | 0          | CI              | 1               | 0               | -                  | -                  | -                  | -           | -           | -           | 19     | 0      |
| 2018-2019        | Perugia          | B                | 35+1       | 12         | CI              | 0               | 0               | -                  | -                  | -                  | -           | -           | -           | 36     | 12     |
| Totale Perugia   | Totale Perugia   | Totale Perugia   | 72+2       | 17         |                 | 3               | 0               |                    | -                  | -                  |             | -           | -           | 77     | 17     |
| 2019-2020        | Verona           | A                | 32         | 3          | CI              | 1               | 0               | -                  | -                  | -                  | -           | -           | -           | 33     | 3      |
| 2020-2021        | Sampdoria        | A                | 27         | 3          | CI              | 2               | 1               | -                  | -                  | -                  | -           | -           | -           | 29     | 4      |
| 2021-gen. 2022   | Sampdoria        | A                | 11         | 0          | CI              | 1               | 1               | -                  | -                  | -                  | -           | -           | -           | 12     | 1      |
| gen-giu. 2022    | Empoli           | A                | 8          | 0          | CI              | -               | -               | -                  | -                  | -                  | -           | -           | -           | 8      | 0      |
| 2022-gen. 2023   | Sampdoria        | A                | 18         | 0          | CI              | 3               | 1               | -                  | -                  | -                  | -           | -           | -           | 21     | 1      |
| gen.-giu. 2023   | Palermo          | B                | 14         | 2          | CI              | -               | -               | -                  | -                  | -                  | -           | -           | -           | 14     | 2      |
| 2023-2024        | Sampdoria        | B                | 25         | 1          | CI              | 1               | 0               | -                  | -                  | -                  | -           | -           | -           | 26     | 1      |
| Totale Sampdoria | Totale Sampdoria | Totale Sampdoria | 99         | 4          |                 | 8               | 3               |                    | -                  | -                  |             | -           | -           | 107    | 7      |
| 2024-2025        | Palermo          | B                | 28         | 2          | CI              | 0               | 0               | -                  | -                  | -                  | -           | -           | -           | 28     | 2      |
| Totale Palermo   | Totale Palermo   | Totale Palermo   | 62         | 4          |                 | 0               | 0               |                    | -                  | -                  |             | -           | -           | 62     | 4      |
| Totale carriera  | Totale carriera  | Totale carriera  | 346        | 30         |                 | 18              | 6               |                    | 1                  | 0                  |             | -           | -           | 365    | 36     |

### Cronologia presenze e reti in nazionale
| Cronologia completa delle presenze e delle reti in nazionale ― Italia under 21 | Cronologia completa delle presenze e delle reti in nazionale ― Italia under 21 | Cronologia completa delle presenze e delle reti in nazionale ― Italia under 21 | Cronologia completa delle presenze e delle reti in nazionale ― Italia under 21 | Cronologia completa delle presenze e delle reti in nazionale ― Italia under 21 | Cronologia completa delle presenze e delle reti in nazionale ― Italia under 21 | Cronologia completa delle presenze e delle reti in nazionale ― Italia under 21 | Cronologia completa delle presenze e delle reti in nazionale ― Italia under 21 |
| Data                                                                           | Città                                                                          | In casa                                                                        | Risultato                                                                      | Ospiti                                                                         | Competizione                                                                   | Reti                                                                           | Note                                                                           |
| ------------------------------------------------------------------------------ | ------------------------------------------------------------------------------ | ------------------------------------------------------------------------------ | ------------------------------------------------------------------------------ | ------------------------------------------------------------------------------ | ------------------------------------------------------------------------------ | ------------------------------------------------------------------------------ | ------------------------------------------------------------------------------ |
| 12-8-2015                                                                      | Telki                                                                          | Ungheria under 21                                                              | 0 – 0                                                                          | Italia under 21                                                                | Amichevole                                                                     | -                                                                              | 60’                                                                            |
| 8-9-2015                                                                       | Reggio Emilia                                                                  | Italia under 21                                                                | 1 – 0                                                                          | Slovenia under 21                                                              | Qual. Europeo Under-21 2017                                                    | -                                                                              | 62’                                                                            |
| 8-10-2015                                                                      | Capodistria                                                                    | Slovenia under 21                                                              | 0 – 3                                                                          | Italia under 21                                                                | Qual. Europeo Under-21 2017                                                    | -                                                                              | 79’                                                                            |
| 17-11-2015                                                                     | Castel di Sangro                                                               | Italia under 21                                                                | 2 – 0                                                                          | Lituania under 21                                                              | Qual. Europeo Under-21 2017                                                    | -                                                                              | 80’                                                                            |
| 10-8-2016                                                                      | San Benedetto del Tronto                                                       | Italia under 21                                                                | 0 – 0                                                                          | Albania under 21                                                               | Amichevole                                                                     | -                                                                              | 46’                                                                            |
| 2-9-2016                                                                       | Vicenza                                                                        | Italia under 21                                                                | 1 – 1                                                                          | Serbia under 21                                                                | Qual. Europeo Under-21 2017                                                    | -                                                                              | 68’                                                                            |
| 6-9-2016                                                                       | La Spezia                                                                      | Italia under 21                                                                | 3 – 0                                                                          | Andorra under 21                                                               | Qual. Europeo Under-21 2017                                                    | -                                                                              | 73’                                                                            |
| 27-3-2017                                                                      | Roma                                                                           | Italia under 21                                                                | 1 – 2                                                                          | Spagna under 21                                                                | Amichevole                                                                     | -                                                                              | 83’                                                                            |
| Totale                                                                         |                                                                                | Presenze                                                                       | 8                                                                              |                                                                                | Reti                                                                           | 0                                                                              |                                                                                |

## Palmarès

### Club

#### Competizioni giovanili
- Campionato Allievi Nazionali: 1

Roma: 2009-2010
- Campionato Primavera: 1

Roma: 2010-2011
- Coppa Italia Primavera: 1

Roma: 2011-2012

#### Competizioni nazionali
- Campionato italiano di Serie B: 1

Palermo: 2013-2014